# Brácsa
A brácsa, vagy más néven mélyhegedű, egy hangszer, négy, kvint távolságra hangolt húrral. A vonós hangszerek csoportjának tagja, a hegedűcsalád része. Húrjai egy kvinttel vannak lejjebb a hegedűhöz, illetve egy oktávval feljebb a csellóhoz képest. Ebbe a csoportba tartozik még a nagybőgő.
A legmélyebb húr (ami tulajdonképpen a brácsán elérhető legmélyebb hang) a kis C-, ezt követi a kis G-, egyvonalas D- és egyvonalas A-húr.
A brácsakották általában altkulcsban íródnak, amit egyszerűen brácsakulcsnak is szoktak nevezni. Az altkulcs a C-kulcsok családjába tartozik. A magasabb hangokhoz szoktak még violinkulcsot használni, extrém esetekben a brácsakottát basszuskulcsban is írják.
A hangszer a hegedűnél valamivel nagyobb méretű, de vele teljesen azonos tartású, emiatt nehézkesebb és fárasztóbb játszani rajta (nagyobb távolságok a bal kéz ujjai közt, a hangszer és a vonó is nehezebb, stb.)
A hangja a mélyebb tartományban a legerőteljesebb, középen lágy és könnyen alkalmazkodó hangszíne van, míg magasabb hangjait fojtott színezet jellemzi. Emiatt a barokk és a klasszicista korban jobbára csak kísérő szólamokat játszott, a romantikusok, illetve a 20. és 21. század szerzői azonban már szólóhangszerként is alkalmazták.

## Etimológia
A magyar nyelvben a hangszer eredeti neve mélyhegedű volt. Amit brácsának neveztek, az nem volt más, mint a kontrahegedű. Ez egy háromhúros (G-D-A) vonós hangszer, ami meghatározó tagja a magyar és a román népzenének, és kizárólag akkordokat játszik.
Több idegen nyelvben a hangszert violának nevezik, ami szintén kétértelmű: a viola eredetileg a vonós és húros hangszerek megnevezése volt, majd ebből fejlődtek ki a családok (például viola da braccio, viola da gamba), ahol szintén megtalálható a szó.

## A brácsa története

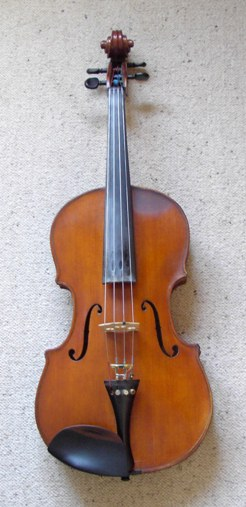
Még egy brácsa

Története hasonlít a hegedűéhez, mondhatni meg is egyezik vele, annyi eltéréssel, hogy a brácsa hangjánál inkább a Viola da gamba-hatás dominál (például a háttérbe húzódó hangja, hiszen a reneszánszban a vonós hangszerek csak kísérőhangszerek voltak), nem úgy, mint a hegedűnél a fiduláé.
A mai brácsa tulajdonképpen az altbrácsa (lásd francia nevét); ugyanis korábban létezett tenorbrácsa néven is hangszer (ilyenekkel találkozhatunk például Jean-Baptiste Lully egyes darabjaiban), bár az mérete miatt elég kezelhetetlen volt, másrészről a mély G vagy F-húr nem volt túl gyakran alkalmazva, ezért ezen a hangszeren is eljátszhatóak voltak a szólamok.
A híres cremonai és egyéb hangszerkészítők ugyanúgy készítettek mélyhegedűket is, bár számra kevesebbeket. A 19. században a brácsa szinte ugyanazokon a változásokon ment át, mint a hegedű, viszont a brácsát a még 20. században is, sőt napjainkban is fejlesztik: elsősorban a minél nagyobb hangerő-minél kisebb hangszer témakörben keresgélnek.

### Variációk egy témára, avagy a brácsa hangjának „megjavítása”
Egészen a mai napig sokaknak problémát okoz a brácsák nazális hangja. Ennek kiküszöbölésére több próbálkozás is történt az idők folyamán. Ezek közül a legújabb a vertikális brácsa. A violino pomposo és variánsai az öthúros brácsa (c-g-d'-a'-e") megteremtésére készült vállalkozások. A Viola da spalla nagyobb méretű brácsa, amelyet akár csellóhangolással is használhatunk.

#### Contralto
A contralto Jean-Baptiste Vuillaume egyik kísérleti hangszere, amelyet 1855-ben, Párizsban készített. A brácsa hangja ugyanis attól nazális, hogy a hangszer mérete a hang mélységéhez képest túl kicsi. A hangszer emiatt rendkívül széles lett, és meg is bukott, mivel igen nehéz volt játszani rajta.

#### Dessauerbratsche
A Dessauerbratsche szintén egy brácsavariáns, amit Linzben, 1901-ben készített Heinrich Dessauer hangszerkészítő. A contraltóhoz hasonló megoldással próbálta a problémát megoldani, de ugyanúgy megbukott, mind elődje fél századdal azelőtt.

### Brácsaoktatás
A barokk és klasszikus korban a brácsát mint váltóhangszert kezelték (elsősorban azért, mert akkoriban kevesebb különbség mutatkozott a két hangszer között), tehát általában aki hegedülni megtanult, az brácsázott is.
Manapság a legtöbb brácsás gyerekként hegedülni tanul, majd később vált a nagyobb hangszerre. Általában vagy azért váltanak, mert a mélyebb fekvés és a sötétebb hang jobban tetszik, vagy a fizikai paramétereik miatt (túl nagy kéz, túl hosszú kar stb.). Sajnos volt egy hosszú időszak, amikor a tehetségtelenebb hegedűsökből nevelték a brácsásokat. Legújabban viszont azon kísérleteznek, hogyan lehetne mélyhegedűt alsófokon is tanítani.

### Brácsa a komolyzenében
A komolyzenében a brácsa elsősorban zenekari hangszerként hallható, sokkal kevesebbszer szólaltatják meg versenyművek, illetve szonáták szólóhangszereként, mint például a hegedűt vagy a csellót. Ennek egyik oka talán a háttérbe húzódó hangja, valamint nagyobb mérete, ami miatt a virtuóz hatásokra kevésbé alkalmas.
A barokk és klasszicista zenekari művekben a brácsa feladata inkább harmóniai és ritmikai jellegű, csak ritkábban melodikus anyaggal. Ha dallamosabb feladatot írtak a hangszerre, akkor is inkább vagy unisonóban vagy oktávpárhuzamban szólalt meg egy másik vonós (esetleg fúvós) szólammal. A zenekarban a brácsa helyzete így látszólag komikus: feladatuk szinte észrevehetetlen, ha viszont hiányoznának, azt rögtön megéreznénk. Persze nem volt ez mindig így: a 17. század elején alakult ki, amikor a hegedűk és a csellók kerültek előtérbe, a középszólamok viszont egyre inkább háttérbe szorultak.
Az első ellenpélda talán Johann Sebastian Bach 6. brandenburgi versenye, amely hegedűk nélküli együttesre, a legfelső szólamként két brácsára íródott a két gamba, két cselló és continuo mellett. Későbbi híres zenekari brácsaszólók a romantikus kortól születtek, pl. Edward Elgar Enigma-variációiból a hatodik („Ysobel”).
A mai szimfonikus zenekarokban általában 8-10 brácsás található: egy pulttal (2 ember) kevesebb, mint a második hegedű, és egy pulttal több, mint a cselló. A szólamvezető mellett néhány szimfonikus zenekarban szólóbrácsást is szerződtetnek. A szólam általában a karmesterrel szemben, vagy annak jobbján helyezkedik el.

### Főbb művek brácsára
Annak ellenére, hogy a brácsairodalom viszonylag nagy, a 20. század előtti időkből kevés az ismertebb szerzők műve, ezért a brácsások sokszor játszanak átiratokat.

#### Brácsaszóló
A barokk kor szólószonátái közül nem sok íródott brácsára. A klasszicizmusban a műfaj nem volt kedvelt, a romantika korában való újra elterjedésekor megint elsősorban a hegedű és a cselló kapott szerepet. Így a népszerűbb szóló brácsadarabok csak a 20. században íródtak, közülük Paul Hindemith Szólószonátája talán a leghíresebb.
Ugyanakkor a csellóra írt szólódarabok átiratként kiválóan játszhatóak brácsán is, a mélyhegedűsök élnek is ezzel a lehetőséggel, így pl. J. S. Bach Hat csellószvitjét gyakran adják elő brácsán is.

#### Brácsazongora-, illetvecsembalókísérettel
Az első eredetileg is brácsára komponált brácsaszonáta megnevezése igen nehéz: egyrészt manapság sok viola da gamba-szonáta átiratát játsszák, mint brácsaszonátát, másrészt a klasszicizmusban és a korai romantikában nem szerették a brácsát szólóhangszerként szerepeltetni.
Ugyanakkor előfordult, hogy egy eredetileg más hangszerre komponált szonáta „alternatív" hangszereként maga a szerző a brácsát jelölte meg, ilyen kompozíció Johannes Brahms klarinétszonátája.
A 20. századtól viszont már több szonáta született brácsára, közülük kiemelendőek Paul Hindemith és Dmitrij Sosztakovics művei.

#### Brácsaversenyek
A brácsaverseny kialakulása inkább a 19. század közepére tehető, előtte nemigen írtak a hangszerre versenyműveket, ennek oka talán, hogy a brácsaszólisták általában maguk is hegedűsök voltak, ezért a zeneszerzők inkább a szólisztikusabb hanggal rendelkező hegedűre komponáltak hegedűversenyeket.
Ugyanakkor a romantikus kor előtt is születtek brácsaversenyek, ezek közül talán a legismertebbek Telemann vagy Stamitz brácsaversenyei, bár az első, viszonylag a virtuóz kategóriába sorolható versenymű Mozart Sinfonia Concertanteja volt - igaz, ez valójában hegedűre, brácsára és zenekarra íródott.
Az első híresebb romantikus brácsaverseny (egészen pontosan: szimfonikus költemény brácsaszólóval) a Niccolò Paganini felkérésére írt alkotás: Hector Berlioz Harold Itáliában c. műve.
A 20. században a virtuóz brácsások megjelenésével (például Lionel Tertis, William Primrose) kezdtek elterjedni a brácsaversenyek. Főbb szerzők: Bartók Béla, Paul Hindemith, William Walton - Walton Brácsaversenyének szólistája Hindemith volt -, bár brácsaversenyre ígéretet tett még Edward Elgar (végül a csellóversenyéből Tertis készített egy átiratot). Alekszandr Glazunov (azért megírta op. 44-es Elégiáját brácsára és zongorára) és Maurice Ravel is – mindegyikőjüket haláluk akadályozta meg ebben. A kor mélyhegedűre írt legjelentősebb versenyműve, Bartók Brácsaversenye is Bartók halála miatt befejezetlenül maradt - Serly Tibor által befejezett formájában adják elő.

#### Kamarazene brácsával
A brácsa főként a kamarazenében tölt be fontos szerepet, mint a vonós kamaraegyüttesek tagja (vonóstriók, vonósnégyesek - több brácsaszólót tartalmazó vonósnégyes van -, vonósötösök - Mozart kétbrácsás vonósötösei a szerző legnagyobb kamaraművei közé tartoznak - és vonósszextettek).
Néhány híresebb, brácsára is hangszerelt kamaramű:
- Ludwig van Beethoven: Szerenád fuvolára, hegedűre és brácsára, op. 25 (több mint 130 fuvolára, hegedűre és brácsára írt mű van)
- Johannes Brahms: Két ének op. 91, altra és brácsára (több mint 150 kompozíció született ilyen a hangszerelésre)
- Max Bruch: Nyolc darab, op. 83 (klarinét-brácsa-zongora)
- Claude Debussy: g-moll trió fuvolára, brácsára és hárfára (több mint 80 kompozíció született ilyen a hangszerelésre)
- Joseph Haydn: Duók hegedűre és brácsára
- Wolfgang Amadeus Mozart: Duók hegedűre és brácsára (G-dúr és B-dúr, KV 423 és 424); és az Esz-dúr „Kegelstatt”-Trio (klarinét-brácsa-zongora), KV 498
- Robert Schumann: Märchenerzählungen, op. 132 (klarinét-brácsa-zongora – (több mint 80 kompozíció született ilyen a hangszerelésre)

### Brácsa a népzenében

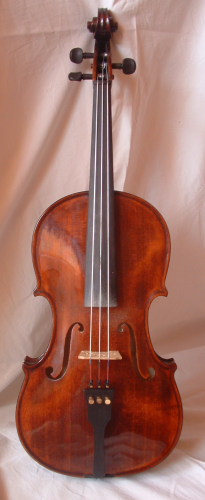
Háromhúros népi brácsa

Mint már korábban említve volt, a brácsa, vagyis a kontrahegedű a magyar és román népzene egyik meghatározó tagja. A klasszikus zenében ismert brácsa is használatos a népzenében (ezen túlnyomórészt ketteshangzatokat játszanak, nem dallamot), de egyes tájegységeken, főként Erdély területén, háromhúros brácsát is használnak. Utóbbi hangolása általában g – d' – a, a húrláb pedig egyenes, mivel a feladat az akkordok megszólaltatása, illetve a ritmusadás. Ritkán megjelenik a négyhúros brácsa is, egyenes lábbal.

### Brácsa a könnyűzenében
A brácsa a popzenében tulajdonképpen 1890 és 1930 között szerepelt folyamatosan, a tánczenekarok színeiben, és a big band-éra feltűnésekor teljesen kiveszett.
Néha felbukkan a kortárs könnyűzenében is, legtöbbször az avant-garde stílusban. A Velvet Underground együttes a brácsa alkalmazásáról volt híres, mint ahogy a Defiance, az Ohio és egyéb együttesek.
John Cale, egy klasszikus mélyhegedűs játszott (kihangosítva és gyakran eltorzítva) két Velvet Underground albumon: a The Velvet Underground & Nico és a White Light/White Heat címűeken.
Dave Swarbrick, az angol folk-rock csoport, a Fairport Convention tagja ismert még „populáris brácsázásról, leghíresebb a „Medley…” szám a Liege & Lief albumról, ahol hegedül, és később egy brácsával egy oktávval mélyebben játssza ugyanazt.
A brácsa a modern popzenében tett egy kisebb visszatérést köszönhetően a vonós csapatoknak, a Bondnak és a Wildnak. Legújabb albumukban, a Lonely Runs Both Ways-ben, Alison Krauss többször használ mélyhegedűt dalaiban. Habár belegondolva sok, nem annyira „tradicionális” hangszert használnak a kortárs könnyűzenében.
A dzsesszben is felbukkanhatnak brácsások, de általában a háttérben, mint a vonós együttesek tagja, szólóban ritkán. A dzsesszhegedűsök esetenként, bizonyos helyzetekben használnak brácsát.
A mai populáris zenében nem divat a vonós hangszerek szólóban való alkalmazása.

## A brácsa felépítése

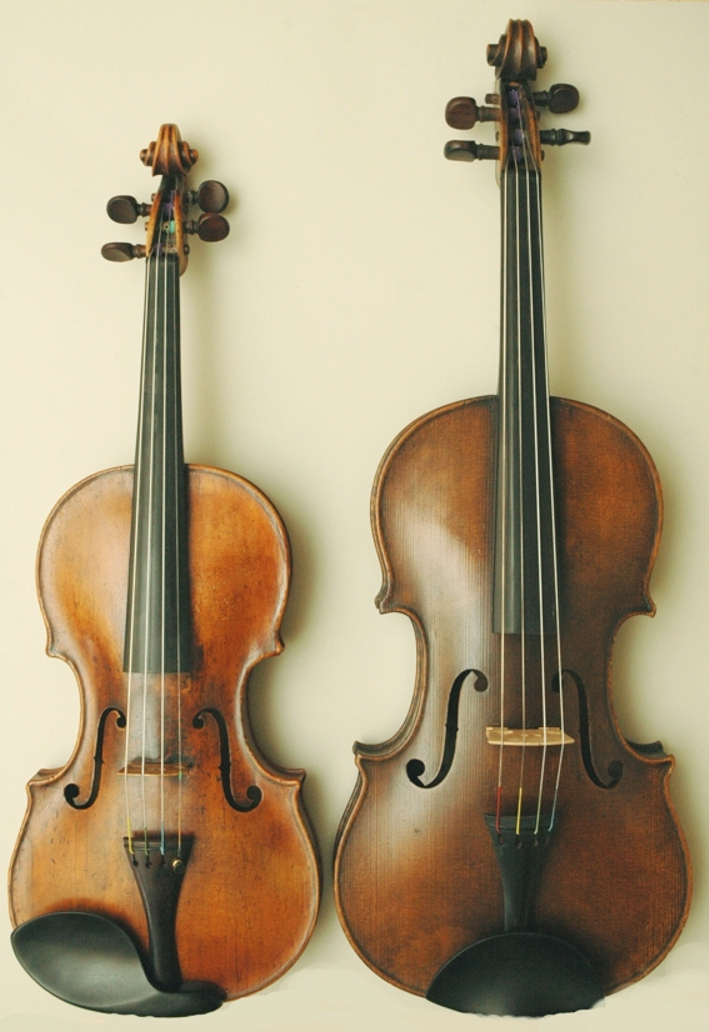
A hegedű és a brácsa közti fő különbség

A brácsa alapanyagait és felépítését tekintve megegyezik a hegedűvel, az eltéréseket a brácsa nagyobb mérete és az arányok változatossága adja.
Általában a teljes méretű mélyhegedű kb. négy hüvelykkel (10,16 cm) nagyobb a hegedűnél. A kistestvérrel ellentétben ennek a hangszernek nincs teljes mérete, mivel ha akkora brácsát építenének, mint amekkora szükséges lenne, az nem férne el a játékosok vállán, túl vastag húrok kellenének, túl nehéz vonó stb. Ezért a brácsások általában akkora brácsán játszanak, amekkorán csak tudnak, és a hangszerkészítők is gyakran csalnak a hangszer paramétereinek arányos változtatásával (minél vékonyabb húrok, de elég nagy rezonáló test stb.)
Professzionális brácsások mélyhegedűjén gyakran megfigyelhetjük, hogy a jobb hang érdekében olyan hangszeren játszanak, amelyek eltéréseket mutathatnak a standard viola da braccio-kinézettől. Ez abból ered, hogy a brácsa fejlődése a mai napig nem fejeződött be.
Különböző egyéni változatok is vannak. Ilyen például a Lionel Tertis-féle modell, amelynél a hangszer nagyobb testtel és laposabb előlappal rendelkezik egy igazabb brácsahang elérése érdekében. De ilyen még a sokkal későbbi (és radikálisabban átalakított) Erdész Ottó-féle brácsa (ahol a fekvésváltás érdekében az egyik vállat „levágták”), a gamba alakú Joseph Curtin nyomán készült „Evia” modell, a csellóhasználatú brácsák (lásd: vertikális brácsa), és a szemrevaló, Salvador Dalí-hatású, David Rivinus által készített „Pellegrina” konstrukciójú brácsák.
A brácsa és a hegedű közti fő különbséget a húrozáson kívül a hangszer mérete adja. Viszont a belső hangkeltéshez használt részek (például lélek, láb stb.) teljesen megegyeznek a hegedűével, tehát ha pongyolán akarunk fogalmazni, mondhatjuk azt is, hogy a brácsa csak egy nagyobb csomagolású hegedű.
Gyerekek általában nem tanulnak brácsázni, hanem később (amikor már elég nagyok) hegedűről térnek át brácsára. Extrém esetekben kisebb hegedűre raknak brácsahúrokat, és így állítanak elő brácsát. Mint láthattuk, brácsából csak „egészes” létezik. Persze különböző méretűek léteznek, egyes kisebb méretű típusok hosszúságra megegyezhetnek egy nagyobb hegedűvel.

## A vonó

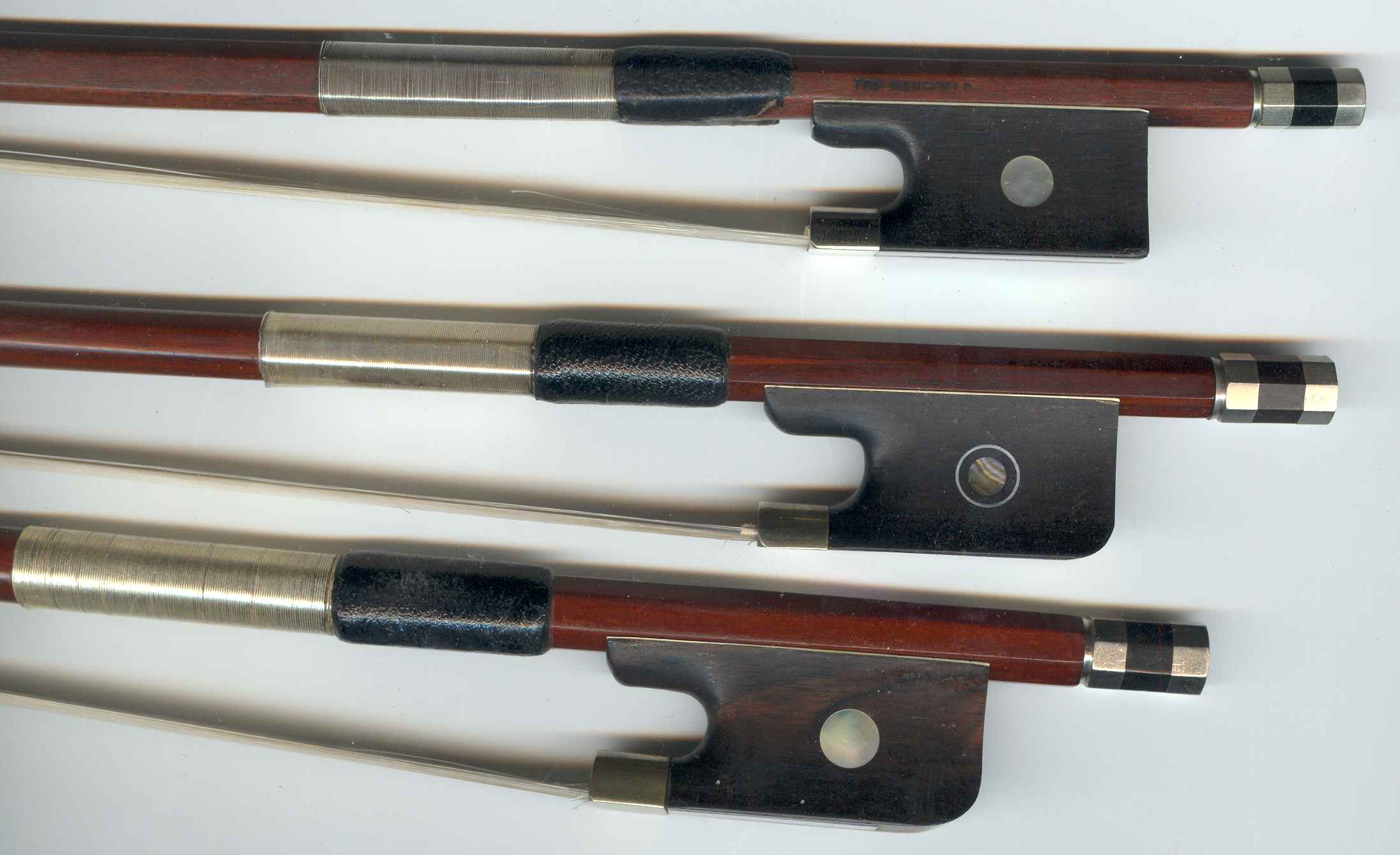
Vonók a hegedűcsalád tagjaihoz, felülről lefelé: hegedűhöz, brácsához és csellóhoz

A hegedűhöz és a brácsához készült vonók felépítésüket tekintve megegyeznek. A különbség itt is a méretekben keresendő: míg egy átlagos hegedűvonó kb. 74,5 cm és 60 g, addig a brácsavonók ehhez képest 5 mm-rel rövidebbek és 10 grammal könnyebbek.
A vonón található (általában) fekete fadarab a kápa, a másik végén pedig a csúcs található. Ezek között feszül a szőr. A vonószőr napjainkban is hagyományosan a ló farkának szőréből készül (általában világosszürke színű), bár léteznek olcsóbb vonók, melyekben valamilyen szintetikus anyag helyettesíti a szőrt. A pálca általában brazilfából készül. A kápában található egy gyöngy, ez általában teknőspáncélból van, olcsóbb megoldás esetén műanyagból.
A vonókat általában meg kell „gyantázni” (egy gyantadarabot végig kell húzni a szőrön), hogy a vonó vertikálisan ne csúszkáljon, illetve hogy a húrok jobban rezegjenek. Lásd még: vonó.
A vonó a mai formáját a késő klasszicizmus korában (1800-as évek eleje) nyerte el. Az ún. „barokk vonó” nem volt ennyire masszív, mint a mai változat, a fa pedig ellentétesen görbült, mint ma (egy nagyon nyomott elfordított C-re emlékeztetett.) Ennek ugyan megvolt az az előnye, hogy a kettős-, hármas-, ill. négyesfogások könnyebbek voltak, viszont például fortét nehezebb volt játszani rajta. Emellett élettartama is rövidebb volt.

## A brácsakészítés
Különböző hangszerkészítők ugyanúgy gyártottak brácsákat, mint hegedűket. Itt is megkülönböztethetünk gyári, illetve mesterhangszereket.
Érdemes még pár szót ejteni az elektromos mélyhegedűkről. Az elektromos brácsa méreteiben nem nagyon különbözik az elektromos hegedűtől, és hangjukat elég nehéz megkülönböztetni anélkül, hogy ne hallanánk az üres húrok hangját. A kisebb méretű hangszeren egyszerűbb játszani is, épp a hangszer elektromos volta miatt kevésbé számít a méret. Sok olyan elektromos brácsa is van, amin öt vagy hat húr van, és ha a legmagasabb történetesen egy E-húr, akkor sokszor csak elektromos hegedűnek hívják.

## A brácsa hangja
Az „előállítás” módja megegyezik a hegedűével. A brácsa nem tipikus szóló hangszer, annak ellenére, hogy léteznek rá szólódarabok, bár a számuk nagyon elenyésző a hegedűhöz, vagy mondjuk a zongorához viszonyítva. A hangszeren az A- és D-húr hangja nagyon „hajlékony”, bár a magasabb hangokat egyfajta fojtottság jellemzi, ami a csellóra emlékeztetheti az embert. A G- és C-húr általában fémes hangzást ad a manapság használatos vastag fémhúroknak köszönhetően; mindenesetre a hangszer ebben a tartományban a legerőteljesebb.

## A brácsázás
A brácsázás technikája majdnem egészében megegyezik a hegedűével, de fontos különbségek is akadnak. Elsősorban a nagyobb méret miatt vannak, amelyek nagyobb fizikai követelményeket támasztanak a játékosnak (van egy igaz anekdota, amely szerint ha egy hegedűs pár hónapig brácsázik, jobb hegedűsként tér vissza.) A főbb eltérések a következőek:

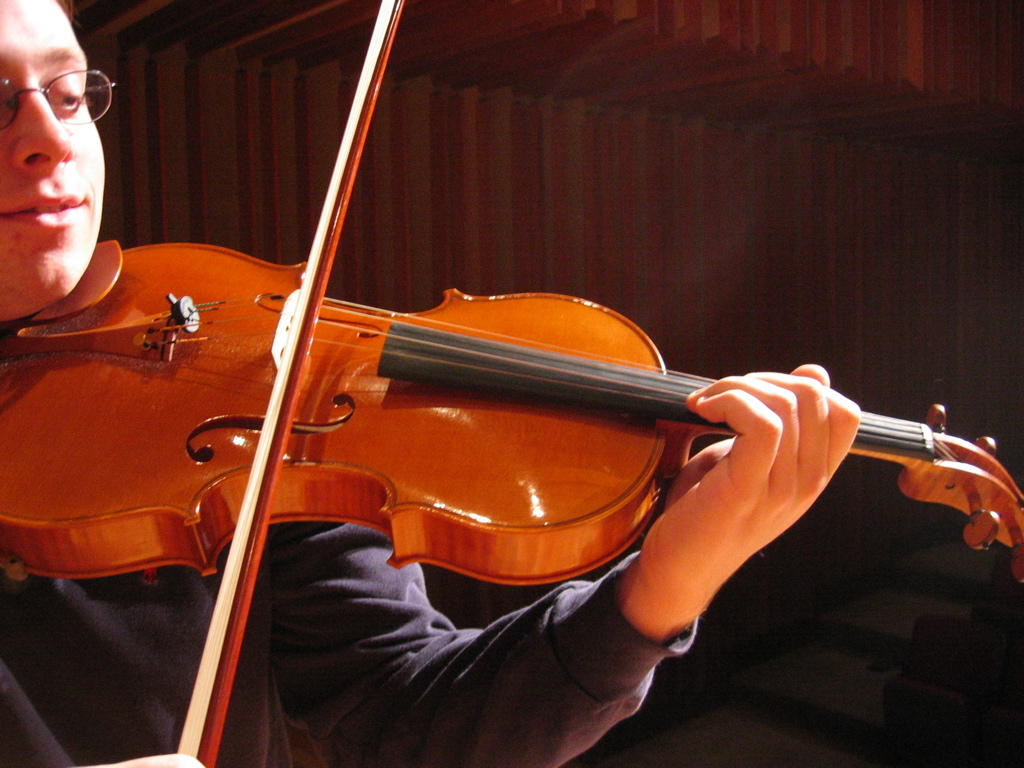
Brácsázás egy 17"-es (kb. 43,18 cm-es) hangszeren

- Hegedűről mélyhegedűre való váltáskor elsőként a nagyobb hangszertest és a nagyobb húrhosszúság a szembetűnő. A legfontosabb, hogy a játékosnak „szélesebb” billentést (az ujjával nagyobb felületet kell/lehet lefognia), szélesebb és intenzívebb vibrálást kell végezni a bal kezével, a jobb kezével a vonót pedig távolabb kell tartania. A játékosnak ezen felül jobban kell mozgatnia a könyökét, hogy elérje a legmélyebb húrt. Ennek köszönhetően az ujjak határozottabbak lesznek, ami tisztább hangot eredményez.
- A vastagabb, hosszabb és mélyebb hangú húr azt eredményezi, hogy a brácsa hangja lassabban állítódik elő, mint magasabb testvéréé. Magyarán: ha egy hegedűs és egy brácsás egyszerre akarnak játszani, a brácsásnak egy pillanattal korábban kell elkezdenie húzni a vonót, hogy a hang egyszerre szólaljon meg. A vastagabb húr emellett nagyobb nyomóerőt is kíván.
- Mint korábban említettük, a brácsavonó rövidebb (74-74,5 cm helyett) a hegedűvonónál, emellett a szőr vastagabb, főleg a kápánál. A mélyhegedűvonók emellett nehezebbek (70-74 g) a rokonhangszer nyirettyűjénél (58-61 g). A vonótechnikákat csak ez változtatja meg.

## Felszerelés és karbantartás

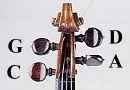
Kulcsszekrény a kulcsokkal. A kép azt ábrázolja, hogy melyik húrhoz melyik kulcs passzol

A brácsához ugyanúgy létezik párna, illetve hangfogó. Mivel ezek használatukat (és esetenként méretüket) tekintve teljesen megegyeznek a hegedűnél használatosakkal, ezért erre itt nem térnénk ki.
Egyedül a hangolás kicsit más, bár alapjaiban ugyanaz. A mélyhegedűt is többfajta módon is hangolhatjuk:
- Az egyik, durvább, de radikálisabb eredményekhez vezető megoldás, ha a kulcsokat használjuk.
- Kisebb (kb. negyedhangon belüli) változtatásokhoz jók a finomhangolók is.

Ezek kis fémgombok a húrtartón, amik forgatásával hangolhatjuk a hangszert. Hátránya, hogy nem engedi a húrokat teljes mértékben rezegni, ami a hangszín „elszegényedéséhez” vezethet. Brácsán sok esetben meghagyják mind a négy finomhangolót, de elterjedt még a kettő (D-A), illetve az egyfinomhangolós (A) változat. Bélhúrok esetén itt sem javasolt finomhangoló, mivel az tovább feszítheti az amúgy is szakadékony húrt.
- Ezenkívül nagyon apró változtatások végezhetőek a húr kézzel való mozgatásával.

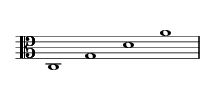
Az üres húrok

Elsőnek az A-húrt hangolják, 440 vagy 442 Hz-re, de egyes zenekarokban a 445, illetve 446 Hz is használatos, a minél fényesebb hang érdekében. A historikusok ennél sokkal alacsonyabbat használnak, akár 415 Hz-es hangolás is előfordulhat.
Ritkán hangoljuk a brácsát önmagához, általában a körülményesebben hangolható hangszerekhez (például zongora vagy a zenekarban az oboa), vagy a hangológéphez hangolunk.
A többi húrt kettősfogással hangolják be (a két húrt egyszerre meghúzzák). Ezzel tiszta hangolást érhetünk el: az alsóbb húrok kicsit alacsonyabbak lesznek a kiegyenlített hangoláshoz képest. Ez itt már kicsit komolyabb problémát okoz; a legmélyebb C-húr a referenciának használt A-húrhoz képest már három kvinttel van odébb. Ezt a módot vagy úgy küszöbölik ki, hogy D-re hangolnak, vagy a C-húrt végül egy picivel feljebb húzzák ahhoz képest, amit fülük megkíván.
A húrok hangjának egymáshoz való távolságát úgy is ellenőrizhetjük, hogy az egyik húr felénél letesszük az üveghangot (ekkor ugye az adott húr oktávval felette lévő hangját halljuk), a másik húrnak pedig a harmadánál (ami által a húr hangjának duodecimája szólal meg), és ha a másik húron is ugyanazon a magasságon szól az üveghang, akkor a két húr egymáshoz képest pontos. Szóló játék esetén lehet variálni azzal, hogy például egy kicsit feljebb hangoljuk a hangszert, ezáltal csillogóbb hangot elérve. De például barokk szólódarabokhoz ajánlottabb az alacsonyabb hangolás, a teltebb hangzás végett.
Fontos, hogy hangolás után ellenőrizzük, hogy a láb nincs-e elgörbülve, és a két f-lyukra merőleges-e. Ez már csak azért is fontos, mert a legjobb brácsa hangját is tönkretehetjük nem megfelelő lábbeállítással.
A brácsánál is ritka a standardhangolástól (C-g-d'-a') való eltérés, ennek ellenére találhatunk rá példát a komoly- (scordatura) és népzenében (kereszthangolás). A kettő közül az utóbbiban gyakoribb.
Klasszikus zenében való elhangolásra a leghíresebb példák:
- Wolfgang Amadeus Mozart: Sinfonia Concertante hegedűre, brácsára és zenekarra (a brácsaszólam D-dúrban van írva Esz-dúr helyett; minden húrt egy fél hanggal kell felhúzni a csillogóbb hang érdekében. Elsősorban csak az akkori hangszereken volt szükség erre, manapság kevesen játsszák a Mozart által megadott hangolással – főleg historikus előadók használják.)
- Edward Elgar: Csellóverseny (Lionel Tertis brácsaátirata; a második tételben a C-húrt H-ra kell lehangolni, ez által egy futam egy oktávval lejjebb játszhatóvá válik)
- Alfred Schnittke: Monológ brácsára és vonósokra

## Fordítás
- Ez a szócikk részben vagy egészben  a   Viola című angol Wikipédia-szócikk fordításán alapul.  Az eredeti cikk szerkesztőit annak laptörténete sorolja fel. Ez a jelzés csupán a megfogalmazás eredetét és a szerzői jogokat jelzi, nem szolgál a cikkben szereplő információk forrásmegjelöléseként.
- Ez a szócikk részben vagy egészben  a   Bratsche című német Wikipédia-szócikk fordításán alapul.  Az eredeti cikk szerkesztőit annak laptörténete sorolja fel. Ez a jelzés csupán a megfogalmazás eredetét és a szerzői jogokat jelzi, nem szolgál a cikkben szereplő információk forrásmegjelöléseként.

### Magyarul
- Brácsával kapcsolatos linkek gyűjteménye a Fidelio.hu-n
- A Pallas nagy lexikon cikke a brácsáról
- Sulinet Muzsikatára a brácsáról
- Némi hangzó anyag
- bracsa.lap.hu

### Angolul
- Rivinus- egy hangszerkészítő oldala furcsán kinéző brácsákkal
- Primrose International Viola Archive
- Viola.com Archiválva 2007. április 20-i dátummal a Wayback Machine-ben
- Viola Forums
- Angol nyelvű brácsaviccek